# さなえのHARBOR CAFE
さなえのHARBOR CAFEは、2006年4月3日より月曜日から木曜日9時から13時（月曜日と火曜日は12時55分）に放送されているラジオ関西のワイド番組である。
ラジオ関西は2006年度改編で、ワイド番組の全面的な見直しを図った。その一環としてスタートしたもので、番組開始から1年半は月曜日と火曜日は田中さなえ、水曜日と木曜日は池田奈月がパーソナリティーを勤め、リスナー参加コーナーなどを交えて展開していく音楽ワイド番組。2007年10月以後、池田がラジ関イブニング池田奈月です（月曜から金曜16時半）に転向するため、田中が4日間を通しての出演になる。
2007年度末で一旦終了し、2008年度（3月31日から）はSanae's Cafeとして放送する。

## タイムテーブル（2009年8月現在）
- 9:00　　オープニング〜リクエスト曲挿入
- 9:05　　ラジオ関西ニュース＆天気予報
- 9:10頃　今日の番組内容の紹介
- 〜この間はリクエスト曲挿入とメッセージ紹介〜
- 9:30頃　快適生活ラジオショッピング
- 9:34　　ラジオ関西交通情報（提供：みなと銀行＝月）
- 9:37頃　姫路市からのお知らせ（スポットCM）
- 9:40　　さなえの日々徒然（月〜水）・おもしろ但馬木曜日（木）
- 〜この間はリクエスト曲挿入とメッセージ紹介〜
- 9:55　　ラジオ関西交通情報
- 10:00　 ラジオ関西ニュース＆天気情報（提供：ヤマトヤシキ＝水・木）
- 10:04　 ジャパネットたかたラジオショッピング（祝日は休止）
- 10:15　　さなえのひとったび（水）
- 〜この間はリクエスト曲挿入とメッセージ紹介〜
- 10:25　　ラジオ関西交通情報
- 10:30　　キューサイインフォメーション
- 10:37 　 アルバムチョイ聞き（月）・さなえのブランチカフェ（提供:ヒガシマル醤油＝水）
- 〜この間はリクエスト曲挿入とメッセージ紹介〜
- 11:00　　ラジオ関西ニュース＆天気情報（天気情報の提供：きねや＝月、小林茶店＝水）
- 11:05　　ラジオ関西交通情報（提供：ダイヤモンドフェリー）
- 11:08　　ゲストコーナー（月〜水）
- 〜この間はリクエスト曲挿入とメッセージ紹介〜
- 11:32　　ラジオ関西交通情報
- 11:36　　ジャパネットたかたラジオショッピングの商品紹介のおさらい
- 11:40　　トピックイズ
- 11:45　　森脇健児の遊・わーく・ウィークリー（提供：連帯ユニオン、ユニオン共済）
- 12:00　　ラジオ関西ニュース＆天気情報
- 12:10　　さんちかときめきタイム（提供：さんちか）
- 12:30　　メッセージ紹介
- 12:35　　株式会社えがおの商品紹介
- 12:40　　三木市インフォメーション（月）（提供：津村工業、岡田金属工業所ほか）
- 〜リクエスト曲挿入〜
- 12:55　　トピックイズの正解と当選者発表（注：月曜日と火曜日は12:50頃）

※毎週木曜日は「まるリクDAY」の為、一部コーナーは休止。